# Rue Scheffer
Pour les articles homonymes, voir Scheffer.
La rue Scheffer est une rue du 16e arrondissement de Paris, située à proximité du Trocadéro.

## Situation et accès
La rue Scheffer est une voie publique allant de la rue Benjamin-Franklin à l’avenue Georges-Mandel ; elle mesure 590 mètres de long, et sa largeur varie de 12 mètres au maximum à 6 mètres au minimum.
De la rue Benjamin-Franklin à l’avenue Georges-Mandel, elle croise successivement :
- la rue Vineuse ;
- l’avenue Paul-Doumer ;
- la rue Bellini (au no 21, et finit au 30, avenue Paul-Doumer) ;
- le square Pétrarque (au no 31, voie privée, et finit en impasse) ;
- la rue Pétrarque (au no 28, et finit au 10, avenue Paul-Doumer) ;
- la rue Louis-David (au no 43, et finit au 72 bis, rue de la Tour) ;
- le square du Trocadéro (au no 40, et finit par une impasse) ;
- la rue Cortambert et en face la rue du Pasteur-Marc-Boegner (au no 46, et finit au 43, avenue Georges-Mandel) ;
- la villa Scheffer (au no 49-51, voie privée, et finit en impasse).

La rue est desservie au nord par la ligne 9 du métro à la station Rue de la Pompe et, au sud, par la ligne 6 à la station Passy.

## Origine du nom

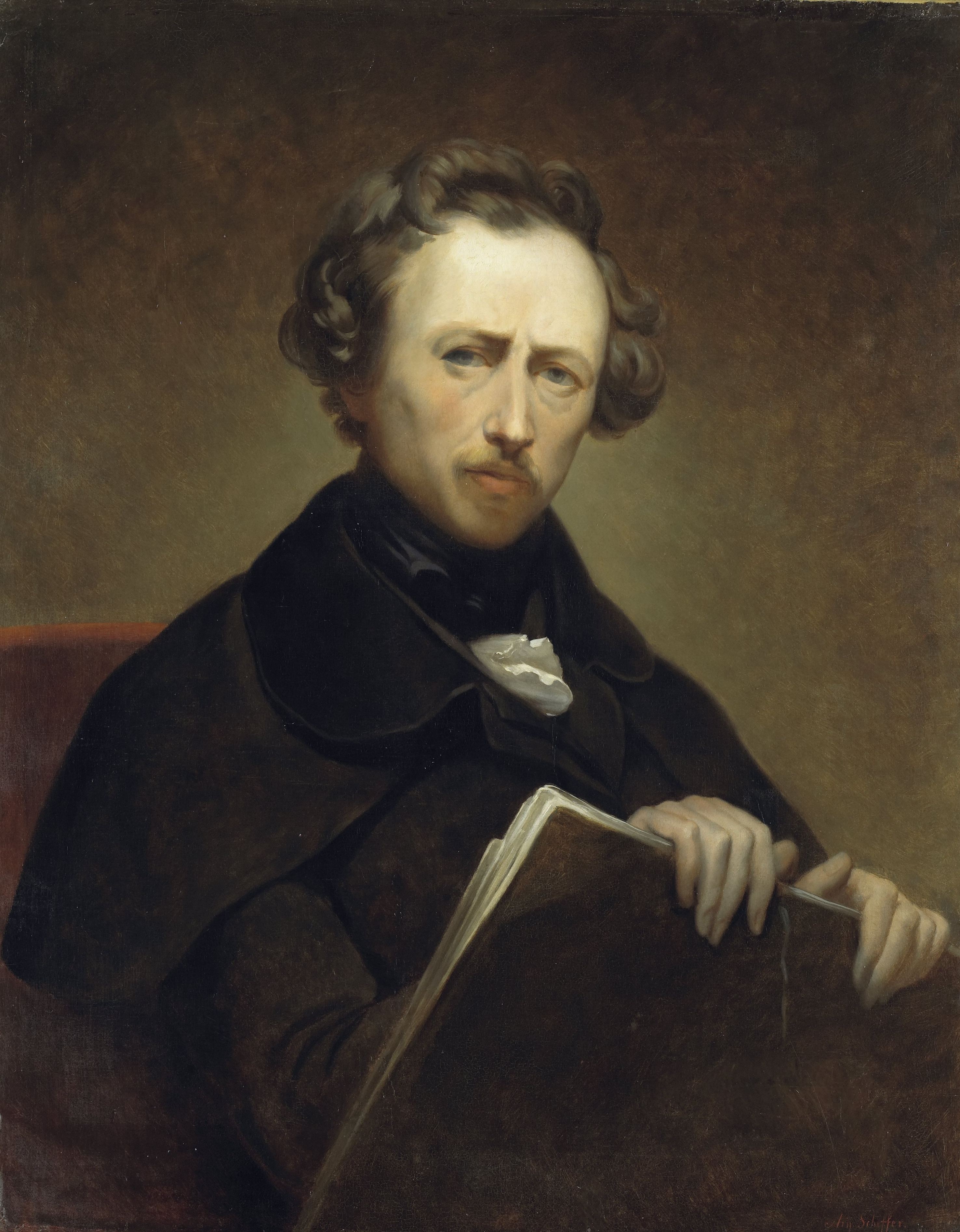
Ary Scheffer, Autoportrait.

Elle porte le nom du peintre Ary Scheffer (1795-1858), qui ne vivait pas là mais habitait l'actuel 9e arrondissement, sa maison étant de nos jours le musée de la vie romantique.

## Historique
En 1730, le  « chemin des Moulins » désigne une voie comprise entre la rue Vineuse et la rue Cortambert. En effet, il y avait à l'époque trois moulins à proximité, dont le moulin Leclère, situé près de l’actuelle rue Bellini. 
En 1848, cette voie de l'ancienne commune de Passy devient la « rue des Moulins », avant d'être classée dans la voirie parisienne en vertu du décret du 23 mai 1863 et de prendre sa dénomination actuelle par un décret du 24 août 1864. 

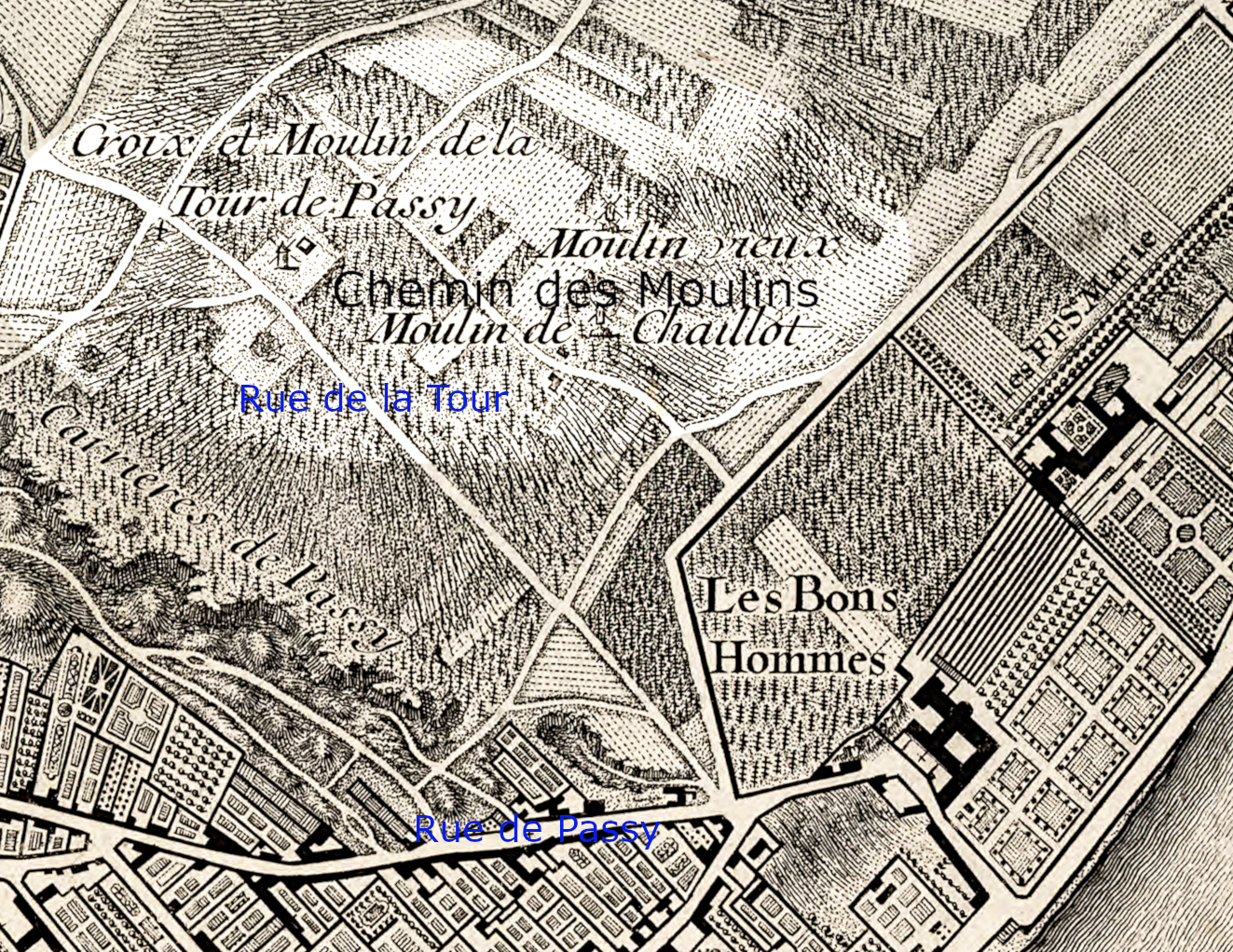
Le chemin des Moulins sur le plan de Roussel de 1730.
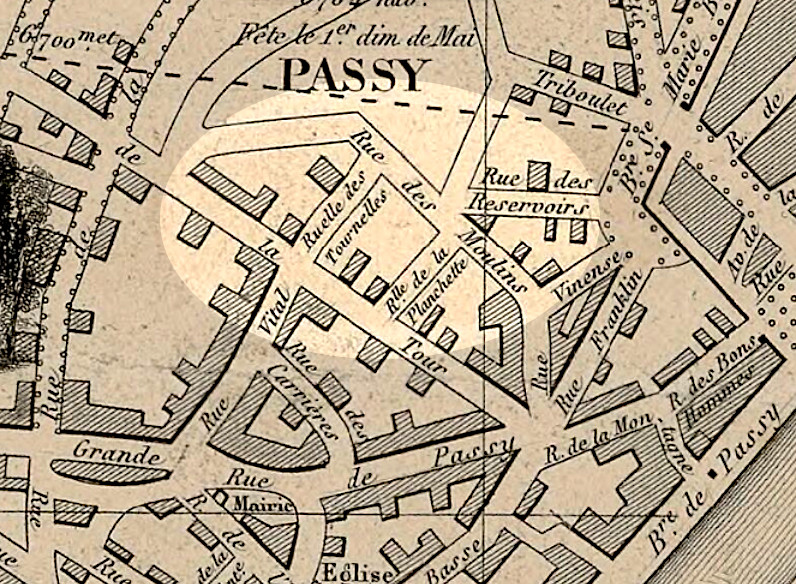
La rue des Moulins et environs sur le plan d'Henriot de 1847.

Entre 1848 et 1853, des travaux prolongent la rue vers l'ouest. Originellement, il était prévu qu'elle rejoigne la rue de la Pompe, mais le projet est abandonné lors du percement de l'avenue Henri-Martin (actuelle avenue Georges-Mandel). 
En 1903, on choisit de la prolonger vers le sud, entre les rues Vineuse et Benjamin-Franklin, ce qui absorbe alors le square Benjamin-Franklin, depuis disparu.

## Bâtiments remarquables et lieux de mémoire
- No 1 : immeuble Art déco construit par l'architecte Marcel Hennequet en 1929-1930, remarquable par sa façade entièrement composée de bow-windows[2].
- No 4 : le chansonnier Pierre-Jean de Béranger y habita jusqu'en 1850, chez la veuve d'un militaire, nommée Mme Bega[1].
- No 7 : il se trouvait ici une voie privée, la villa Bigot, disparue depuis[1].
- No 10 : immeuble construit par l'architecte Roger Anger[3].
- No 37 : l'éditeur Karl Boès y habita, dans une maison désormais disparue. La maison d'édition qui y siégeait publia notamment Liane de Pougy, de Nau, Félicien Champsaur et Guillaume Apollinaire[1].
- No 39, à l'angle de la rue Louis-David : immeuble de style Art nouveau construit en 1911 par l'architecte Ernest Herscher[4], qui y installe, au rez-de-chaussée, son agence d'architecture[5]. L'immeuble est primé par le jury du concours de façades de la ville de Paris en 1922[6]. L’artiste dramatique Léa Caristie-Martel[7] (1865-1934), surnommée la Muse des armées, y a vécu. En 1914, sous sa présidence, un ouvroir[8] y est installé exclusivement réservé aux femmes habitant le seizième arrondissement et, plus particulièrement, aux ouvrières touchant l’allocation de chômage[9]. Le président du Niger Hamani Diori y a acheté un appartement en 1962, au prix de 170 000 francs[10], par l'intermédiaire de son ambassadeur[11]. Il avait pour habitude d'y recevoir ses hôtes de marque lors de ses séjours parisiens entre 1962 et 1974.
- No 40 : la poétesse Anna de Noailles y habita à partir de 1910. Elle y mourut en 1933[1]. Sur un panneau Histoire de Paris installé à proximité est écrit : « La princesse Anna Bibesco Brancovan, née à Paris en 1876 d'une mère grecque et d'un père roumain, devenue comtesse de Noailles par son mariage commence de publier ses vers avec le Cœur innombrable en 1901. Le succès de sa poésie imprégnée d'un néo-romantisme très personnel, mais coulée au moule de la prosodie classique, est immédiat et ne se dément pas, de L'Ombre des jours (1902) ou la Muse des jardins exalte la sensualité et un amour panthéiste de la vie à L'Honneur de souffrir (1927), marqué d'un lyrisme devenu grave et nostalgique. Cette personnalité littéraire et mondaine publie ses mémoires en 1924 (Le Livre de ma vie) et tient salon ici jusqu’à sa mort, en 1933 ».

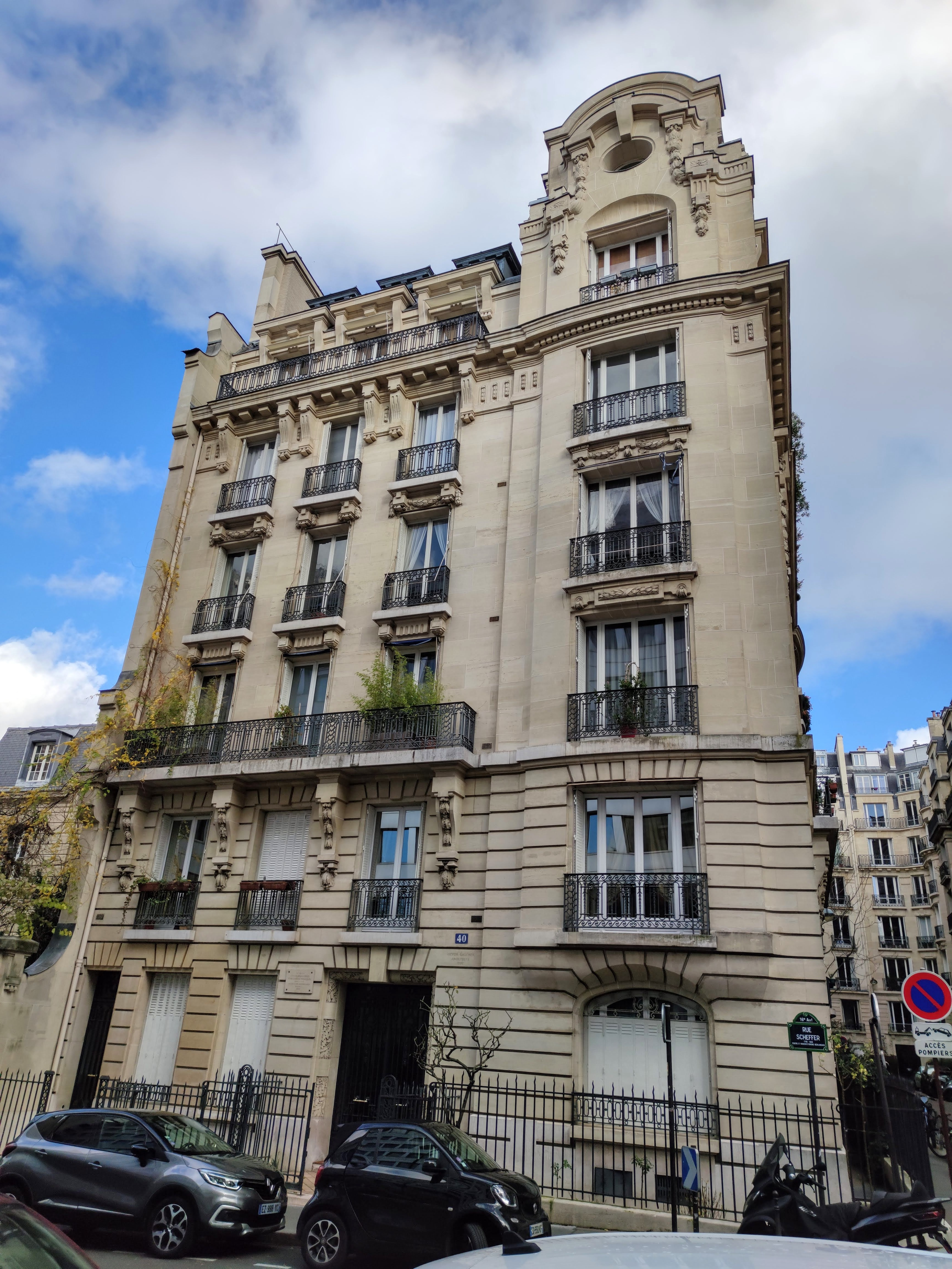
Immeuble du 40, rue Scheffer.
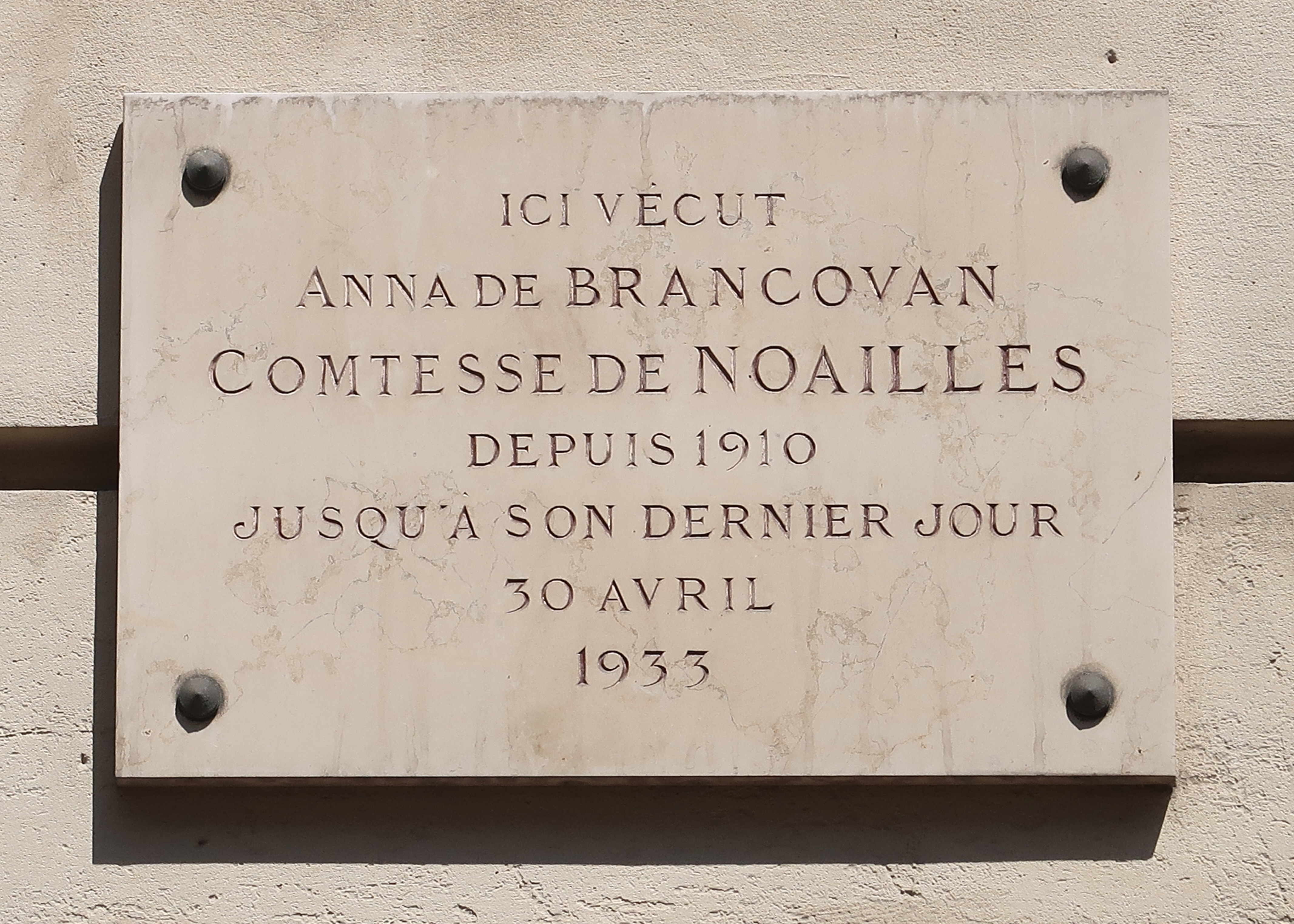
Plaque sur l'immeuble où se trouvait l'appartement de la comtesse de Noailles.
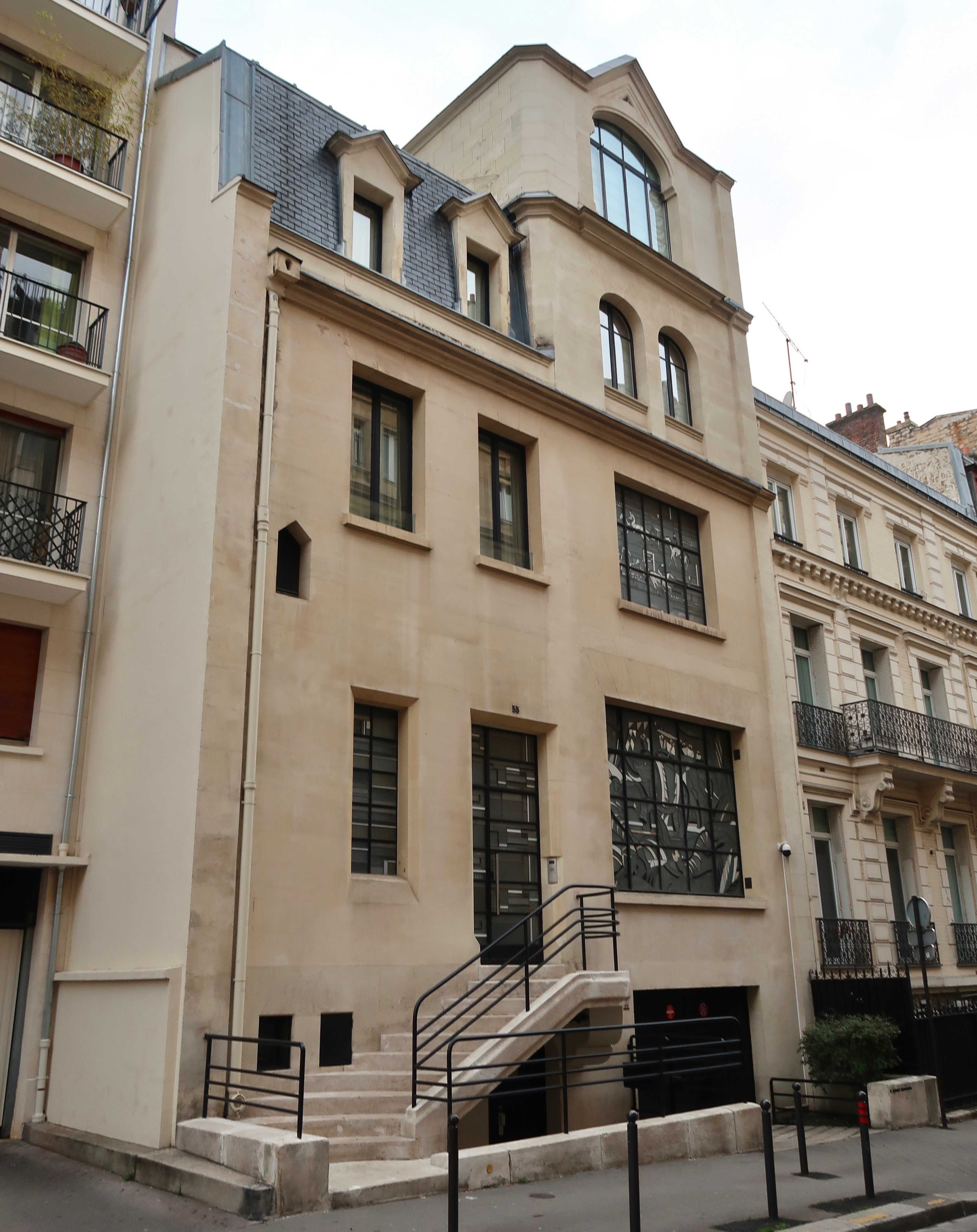
No 55.
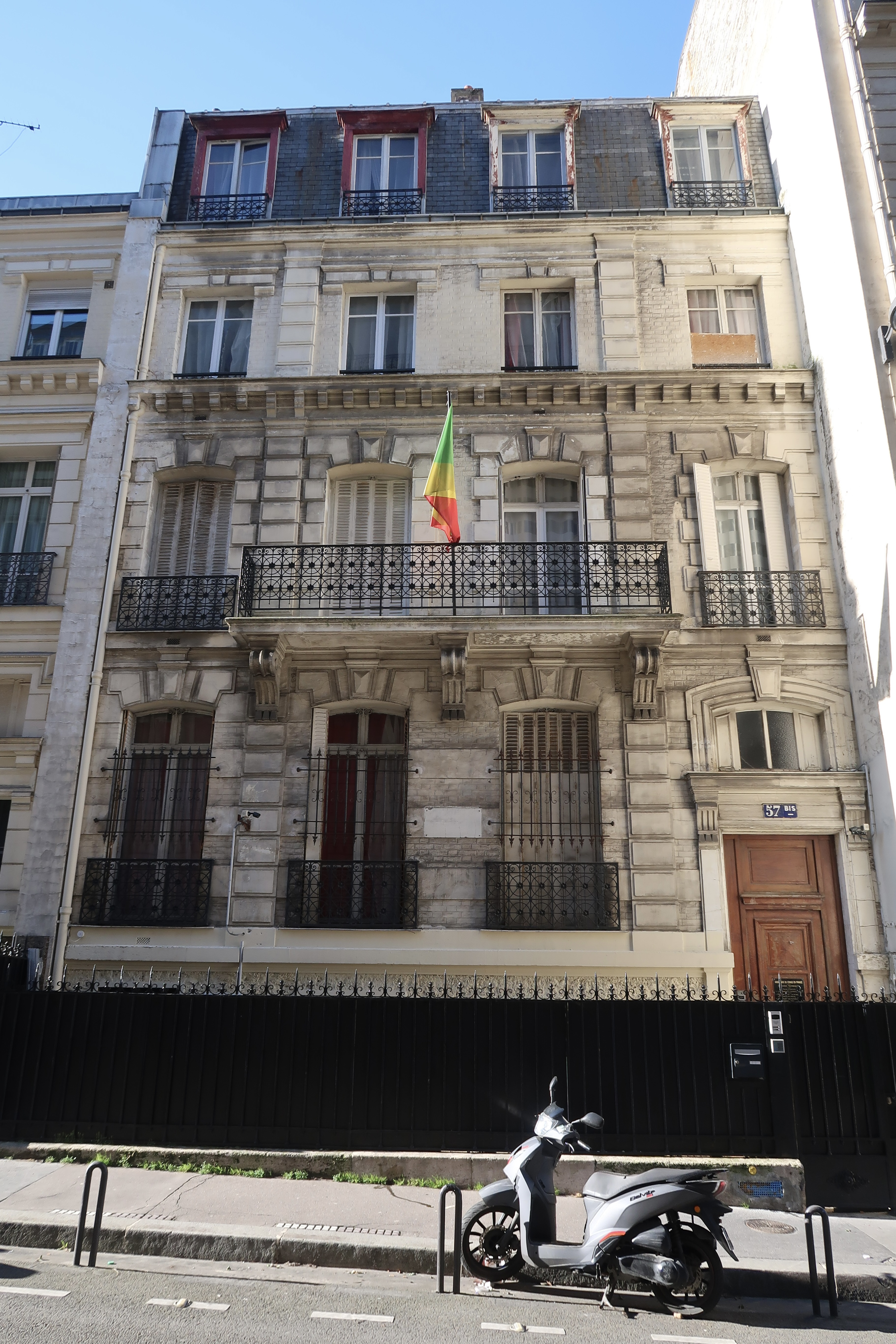
No 57 bis : ancienne ambassade congolaise.
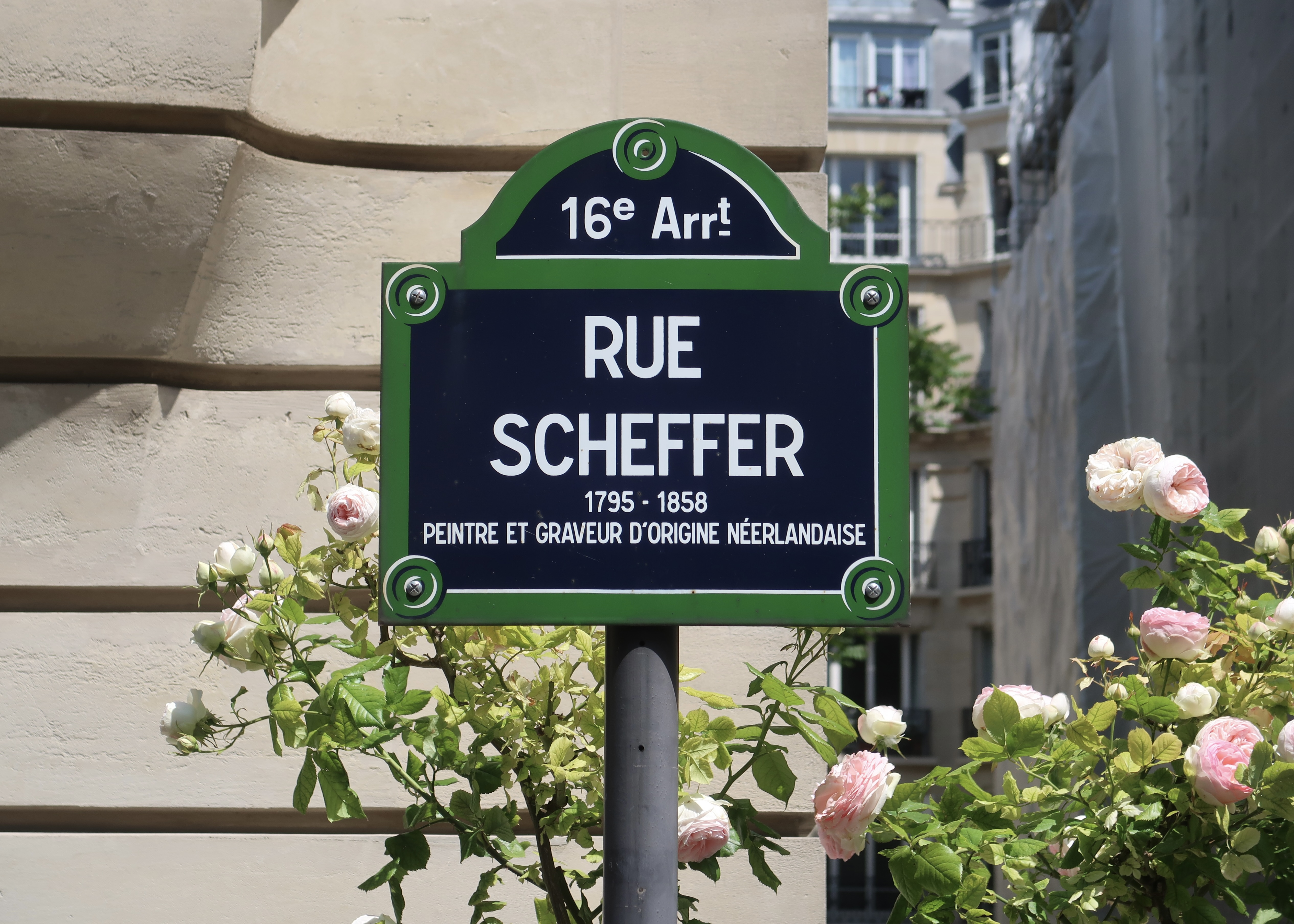
Plaque de la rue.

- No 42 : Institut national d'enseignement supérieur pour l'agriculture, l'alimentation et l'environnement.
- No 44 : immeuble dont la demande en autorisation de bâtir date du 8 juillet 1910 et dont le propriétaire est alors la marquise de Polignac, qui habite elle-même dans un hôtel particulier situé au no 43 de l’avenue Henri-Martin voisine (aujourd’hui : avenue Georges-Mandel)[12]. Ancienne demeure de madame Marghiloman.
- No 47 : Adrien Prévost de Longpérier (1816-1882), numismate et archéologue, y habita et y mourut le 14 janvier 1882[1].
- No 51 : un couvent des Carmes se trouvait ici[1]. De nos jours, villa Scheffer, voie privée.
- No 53 : dans la première moitié du XXe siècle (bâtiment démoli), siège de l'Union française pour le suffrage des femmes (UFSF)[13],[14].
- No 55 : hôtel Aga Khan (1930-1933) de l'architecte Lucien Pollet (vitraux de Louis Barillet), classé monument historique[15].
- No 56 : en 1897 s'y installent les écrivains Paul et Victor Margueritte[16].
- No 57 bis : la République du Congo est propriétaire de cet immeuble. Son ambassade s'y trouvait de 1962 jusqu'au début des années 1980, avant de s'installer au 37 bis, rue Paul-Valéry. Les lieux sont actuellement occupés par des services techniques de l'ambassade.
- No 59 : le peintre Théo van Rysselberghe (1862-1926) installe son premier atelier à cette adresse lorsqu'il s'installe à Paris en 1898, atelier qu'il quitte en 1901 pour le 44, rue Laugier[17].
- No 61 : le général Gustave Borgnis-Desbordes y habita[1].

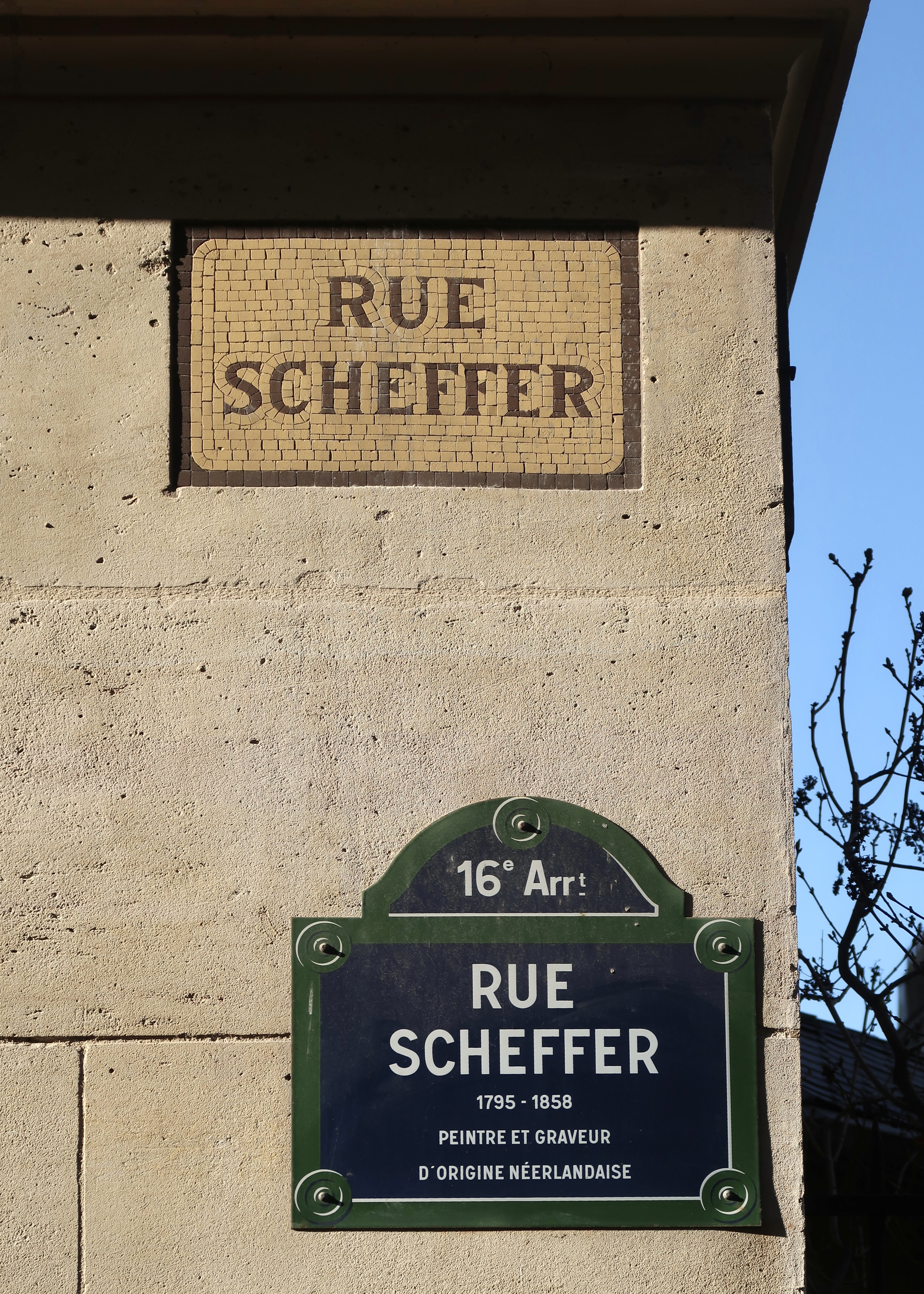
Superposition de deux plaques « rue Scheffer ».
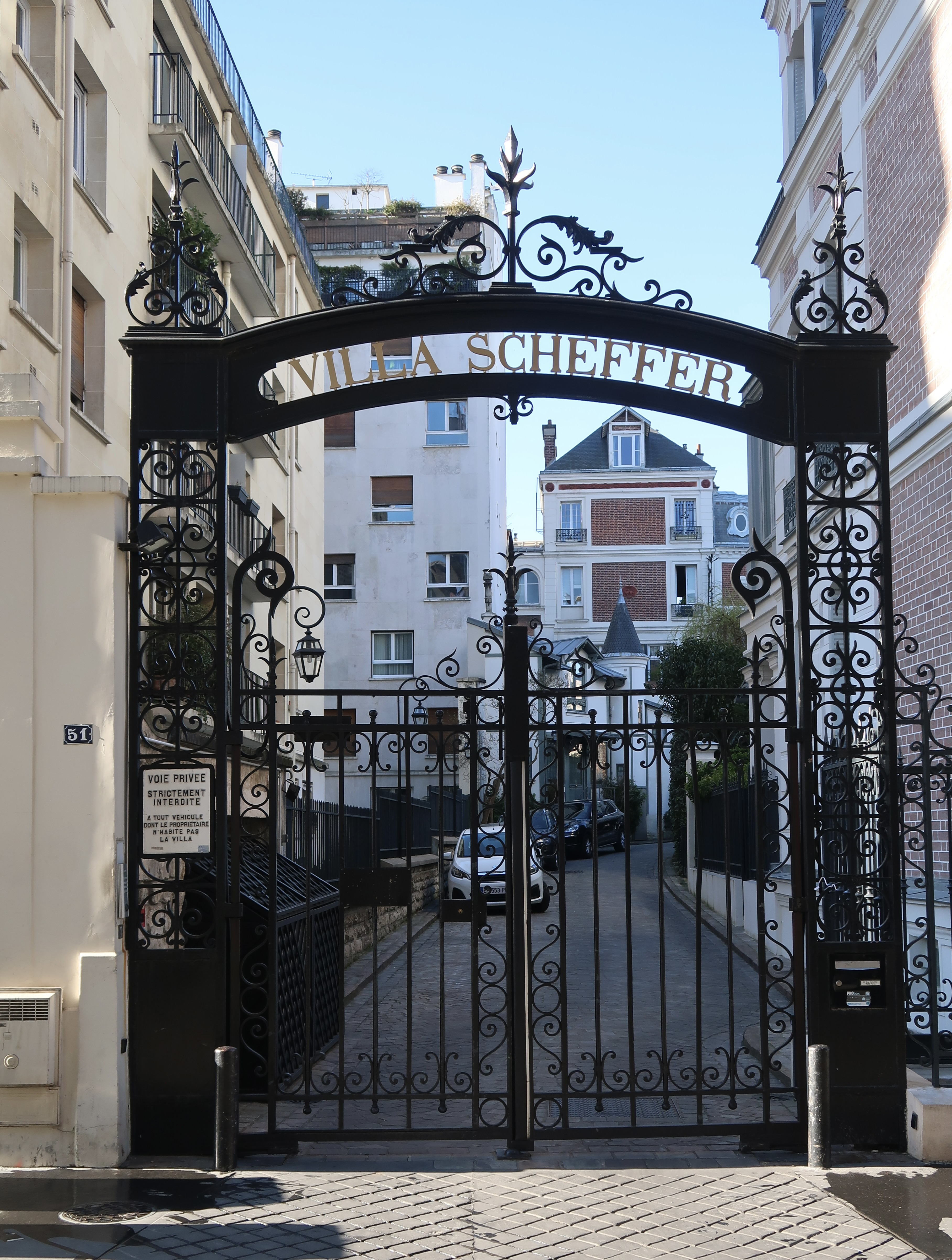
Entrée de la villa Scheffer, au no 49.
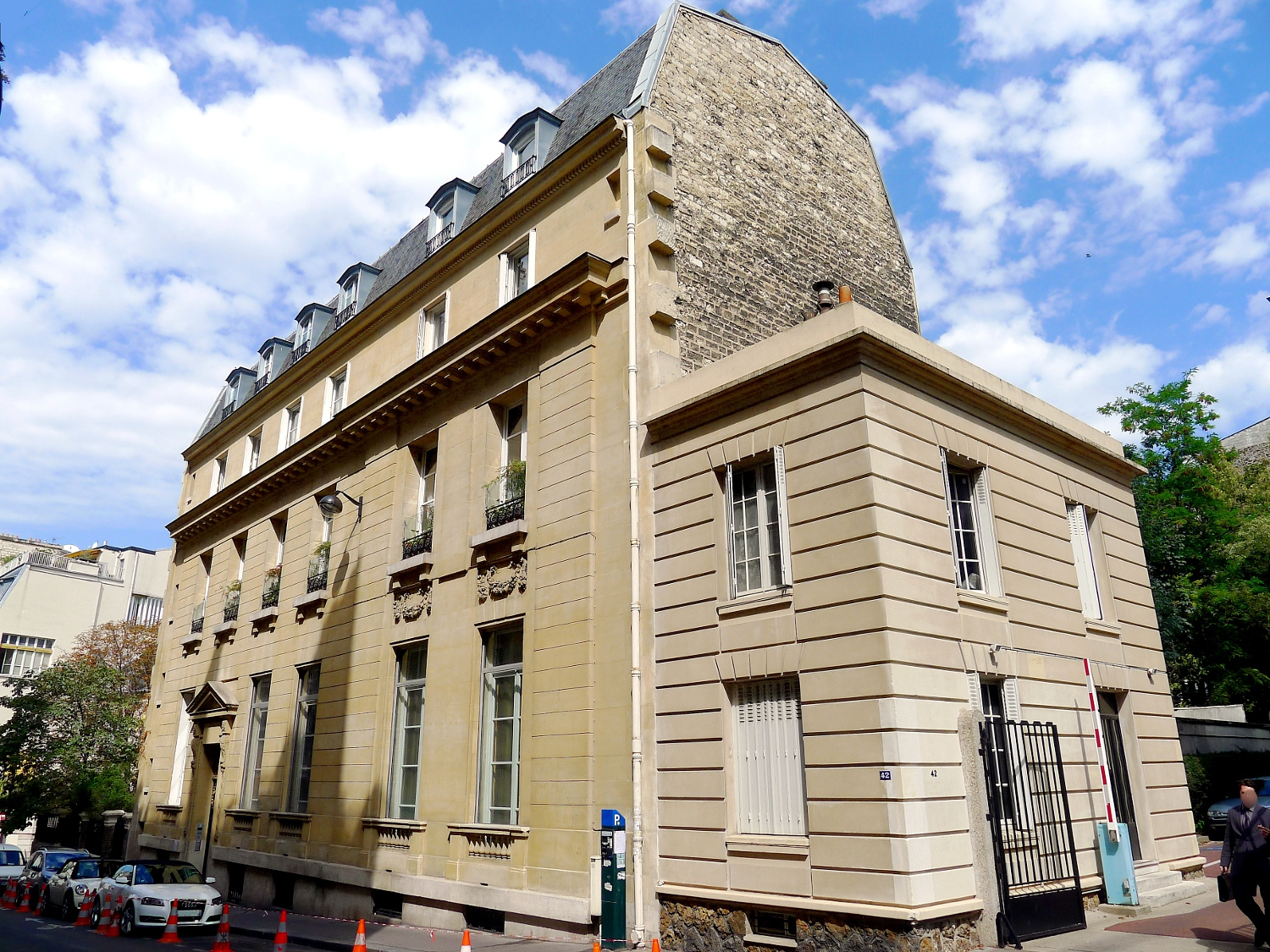
Immeuble au no 42.
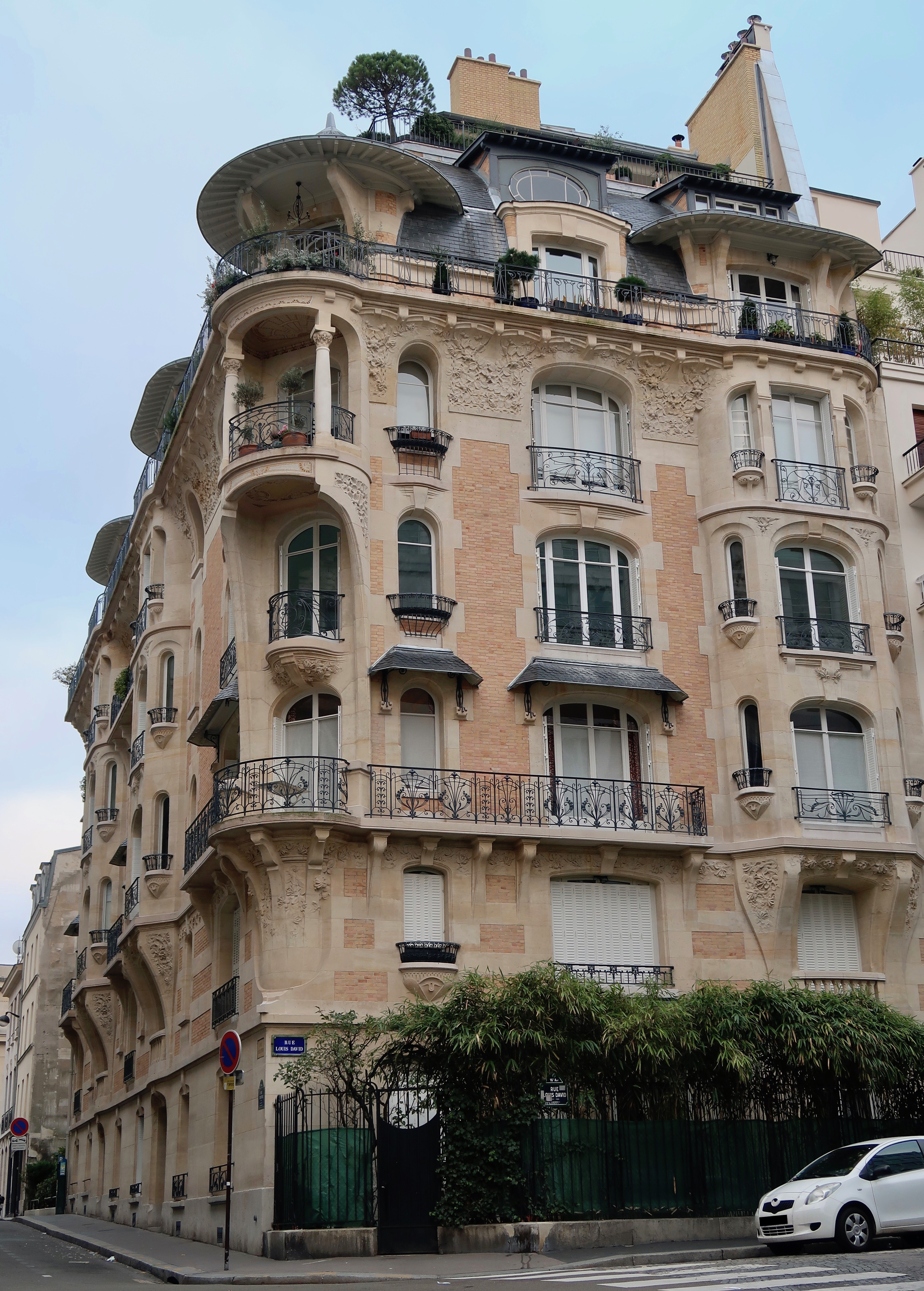
Immeuble au no 39.
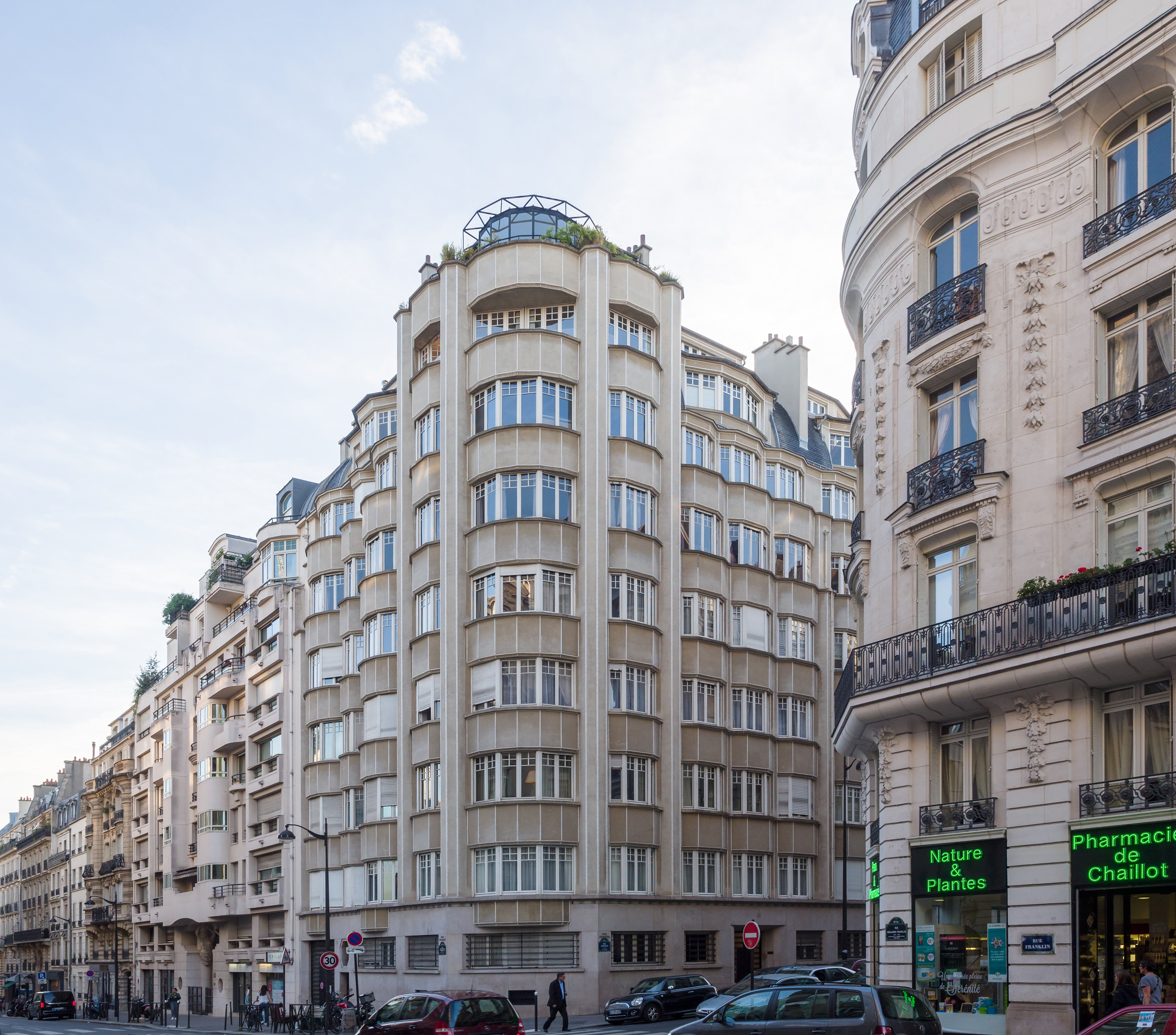
Immeuble au croisement avec la rue Benjamin-Franklin.

### Bâtiments démolis
- No 11 bis : à cette adresse se trouve avant la Première Guerre mondiale un établissement scolaire, l’Institution de jeunes gens. La fin de l’année scolaire est marquée par un concours de marche, saut, boxe, gymnastique suédoise, etc., entre les élèves et, parfois, entre les professeurs[18].